# Sarikei
Huyện Sarikei là một huyện thuộc bang Sarawak của Malaysia. Huyện Sarikei có dân số thời điểm năm 2010 ước tính khoảng 56798 người.